# 亞爾發法 (阿拉巴馬州)
亞爾發法（英語：Alfalfa）是一個位於美國阿拉巴馬州馬倫戈縣的非建制地區和人口普查指定地區。根據2010年美國人口普查，該地共人口500人，而該地的面積約為5.00平方千米。

## 地理
苜蓿的座標為32°30′37.48″N 87°45′52.02″W / 32.5104111°N 87.7644500°W，而該地最高點為海拔高度44米（即144英尺）。